# 納爾森 (伊利諾伊州)
納爾森（英語：Nelson）是位於美國伊利諾伊州李縣的一個村落。

## 地理
納爾森的座標為41°47′47″N 89°36′17″W / 41.79639°N 89.60472°W，而該地最高點為海拔高度255米（即837英尺）。

## 人口
根據2010年美國人口普查的數據，納爾森的面積為0.64平方千米，當中陸地面積為0.63平方千米，而水域面積為0.01平方千米。當地共有人口170人，而人口密度為每平方千米265人。